# Castello Naka

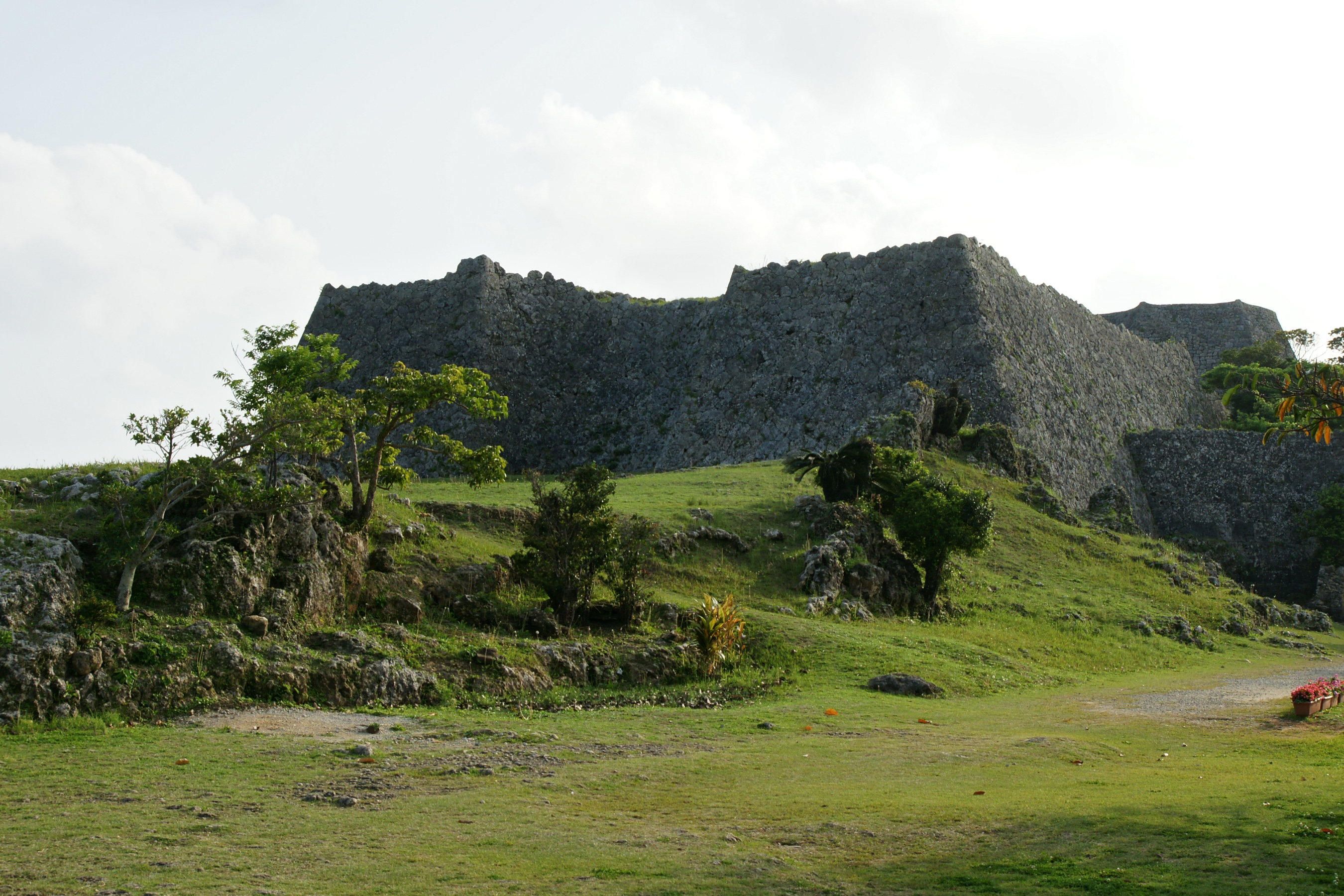
Castello Naka

Il castello Naka (中城) è un gusuku in rovina nella prefettura di Okinawa, in Giappone. Venne costruito nel corso del XV secolo da Gosamaru come difesa contro gli attacchi provenienti da est da parte di Amawari, del castello Katsuren. Attualmente è in rovina. Nel 2000 il castello Naka è stato inserito, insieme ad altri gusuku delle isole Ryu Kyu, nell'elenco dei patrimoni dell'umanità dell'UNESCO.